# Sveti Bartol (Motovun)
Sveti Bartol (en italien : San Bortolo) est une localité de Croatie située en Istrie, dans la municipalité de Motovun, dans le comitat d'Istrie. En 2001, la localité comptait 80 habitants.

## Démographie
| 1948 | 1953 | 1961 | 1971 | 1981 | 1991 | 2001 |
| ---- | ---- | ---- | ---- | ---- | ---- | ---- |
| 558  | 448  | 324  | 184  | 144  | 97   | 80   |